# Église Sant'Antoniello alla Vicaria
L'église Sant'Antoniello alla Vicaria est une église désaffectée du centre historique de Naples dédiée à saint Antoine de Padoue et située via Oronzio Costa à l'angle du vico Foglie a Carbonara.

## Histoire et description
L'église est bâtie en 1616, comme partie d'un édifice qui faisait alors fonction de couvent. Il laisse la place en 1792 à un hospice dédié à Sainte Marie Succurre Miseris et à Saint Antoine de Padoue, puis il tombe en décadence. Le roi Ferdinand II confie l'établissement à un prêtre du nom d'Antonio Durante qui s'occupe d'une œuvre en faveur des prostituées repenties. Cette maison annexe de l'église recueillit jusqu'à une centaine de femmes par an.
L'église est fermée au culte et sert aujourd'hui d'entrepôt. Elle possédait un beau tableau de Fabrizio Santafede représentant Saint Antoine de Padoue en extase devant la Vierge.

## Source de la traduction
- (it) Cet article est partiellement ou en totalité issu de l’article de Wikipédia en italien intitulé « Chiesa di Sant'Antonio alla Vicaria » (voir la liste des auteurs).